# والریا آلشیچوا
والریا آلشیچوا (انگلیسی: Valeria Aleshicheva؛ زادهٔ ۲۰ اوت ۱۹۹۰) بازیکن فوتبال اهل اوکراین است.
از باشگاه‌هایی که در آن بازی کرده‌است می‌توان به Energiya اشاره کرد.
وی همچنین در تیم ملی فوتبال زنان اوکراین بازی کرده‌است.